# Paul Cox
Paulus ("Paul") Henriqus Benedictus Cox (Venlo, 16 de abril de 1940 – Melbourne, 18 de junho de 2016) é um premiado diretor de filmes.
Embora tenha nascido nos Países Baixos, Cox emigrou para a Austrália.

## Filmografia
- Salvation (2008)
- The Remarkable Mr. Kaye (2005)
- Human Touch (2004)
- The Diaries of Vaslav Nijinsky (2001)
- Innocence (2000)
- Molokai: The Story of Father Damien (1999)
- The Hidden Dimension (1997)
- Lust and Revenge (1996)
- Exile (1994)
- Touch Me (1993)
- The Nun and the Bandit (1992)
- A Woman's Tale (1991)
- Golden Braid (1990)
- Island (1989)
- Vincent (1987)
- Cactus (1986)
- My First Wife (1984)
- Man of Flowers (1983)
- Lonely Hearts (1982)
- The Kingdom of Nek Chand (1980)
- Kostas (1979)
- Inside Looking Out (1977)
- Illuminations (1976)
- The Island (1975)
- We Are All Alone My Dear (1975)
- The Journey (1972/I)
- Skindeep (1968)

## Prêmios
- 1984 Valldolid International Film Festival - Golden Spike: Man of Flowers
- 1984 AFI Award - Melhor Diretor e Melhor Roteiro: My First Wife
- 1986 Flanders International Film Festival - Golden Spur: My First Wife
- 1991 Human Rights and Equal Opportunity Commission Feature Film Award for A Women's Tale[1]
- 1992 Flanders International Film Festival - Golden Spur: A Woman's Tale
- 1993 Brisbane International Film Festival - Chauvel Award: por seu destaque na contribuição para o cinema australiano
- 2000 Taormina International Film Festival - FIPRESCI Prêmio: Innocence
- 2000 Festival des Films du Monde - Montréal - Grand Prix des Amériques: Innocence
- 2000 IF Awards - Melhor Filme:Innocence
- 2003 Montréal International Festival of Films on Art - Prêmio do Juri: The Diaries of Vaslav Nijinsky
- 2004 Festival des Films du Monde - Montréal- Grand Prix des Amériques: Human Touch